# Seminari Rabínic Llatinoamericà
El Seminari Rabínic Llatinoamericà (en castellà: Seminario Rabínico Latinoamericano) és un centre educatiu, acadèmic, cultural, plural, i religiós del moviment del judaisme conservador en l'Amèrica Llatina, dedicat a la formació i l'ordenació de rabins per a difondre i perpetuar la religió jueva en les comunitats llatinoamericanes que funciona en la Ciutat Autònoma de Buenos Aires. És el seminari rabínic més important de Llatinoamèrica, del que surten els principals rabins del moviment conservador (masortí) de tota la regió.

## Història
El Seminari Rabínic Llatinoamericà va ser fundat el 1962 pel rabí Marshall T. Meyer.
En abril de 1962, el rabí Marshall T. Meyer va fundar el Seminari Rabínic Llatinoamericà, que va funcionar dins de la Congregació Israelita de la República Argentina (CIRA) fins que el rabí Meyer es va distanciar de la CIRA per discrepàncies ideològiques. El seminari va quedar inaugurat oficialment el 2 d'agost de 1964, com una organització totalment independent de la CIRA.
El seminari ofereix assistència rabínica als interns de fe jueva que es troben presos en les diferents Unitats Penitenciàries dependents del Servei Penitenciari Federal i del Servei Penitenciari de Buenos Aires. És l'única institució jueva no ortodoxa que ofereix formació rabínica a tota Amèrica Llatina.
En el seminari funciona el Centre d'Estudis de Religió, Estat i Societat (CERES). Des de la seva fundació s'han graduat 88 rabins, entre elles 8 dones, inclosa la primera dona rabina de Llatinoamèrica, Margarita Oelsner. Tots ells exerceixen les seves funcions en diverses comunitats de l'Argentina, Bolívia, Brasil, Xile, Costa Rica, Colòmbia, Equador, República Dominicana, Mèxic, Paraguai, Perú, Puerto Rico, San Salvador, Uruguai, Veneçuela, Estats Units i Israel.
El seminari posseeix una biblioteca considerada com la més completa i actualitzada en ciències judaiques de tota Amèrica Llatina, que compta amb més de 63.000 volums en espanyol, hebreu, anglès, alemany, jiddish, francès, italià, polonès, rus i grec.
El 2012 va commemorar els seus 50 anys amb una gran festa en el Teatre Colón. En maig de 1966, el seminari rabínic va rebre el premi Zalman Xazar.

## Escoles

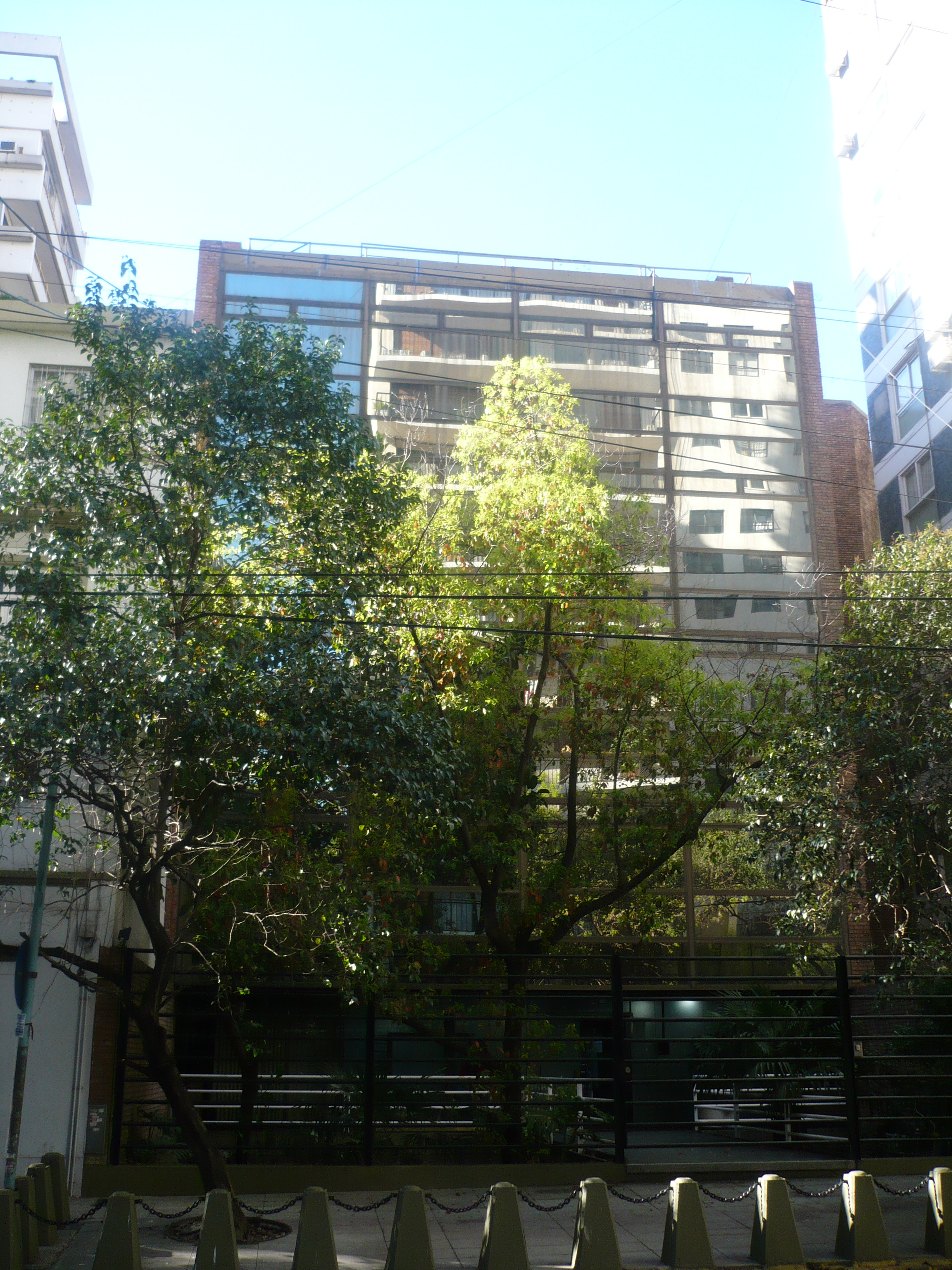
Seminari Rabínic Llatinoamericà a Buenos Aires

Dins del seminari, en el carrer José Hernández 1750 de la Ciutat Autònoma de Buenos Aires funcionen l'institut superior d'estudis judaics Mijlelet Abarbanel, l'escola de hazanim i mestres de cant Bet Asaf, l'escola Arkavá per a joves, i l'escola per adults sobre temes del judaisme.